# Ridgewood (Queens)
Ridgewood è un quartiere del Queens, uno dei cinque distretti di New York. I confini del quartiere sono Maspeth a nord, Middle Village e Glendale a est, Bushwick a sud e East Williamsburg a ovest.
Ridgewood è parte del Queens Community District 5 e il suo ZIP code è 11385.

## Demografia
Secondo i dati del censimento del 2010 la popolazione di Ridgewood era di 69 317 abitanti, in aumento dello 0,2% rispetto ai 69 455 del 2000. La composizione etnica del quartiere era: 39,8% (27 558) bianchi americani, 7,7% (5 331) asioamericani, 2,0% (1 380) afroamericani, 0,1% (93) nativi americani, 0,0% (19) nativi delle isole del Pacifico, 0,3% (204) altre etnie e 1,1% (765) multietinici. Gli ispanici e latinos di qualsiasi etnia erano il 49,0% (33 967).

## Trasporti
Il quartiere è servito dalla metropolitana di New York attraverso le stazioni di Seneca Avenue, Forest Avenue e Fresh Pond Road della linea BMT Myrtle Avenue, dove fermano i treni della linea M, e quella di Myrtle-Wyckoff Avenues posta sulle linee BMT Myrtle Avenue e BMT Canarsie, dove fermano i treni delle linee L e M.